# Géline de Touraine
Pour les articles homonymes, voir Touraine.

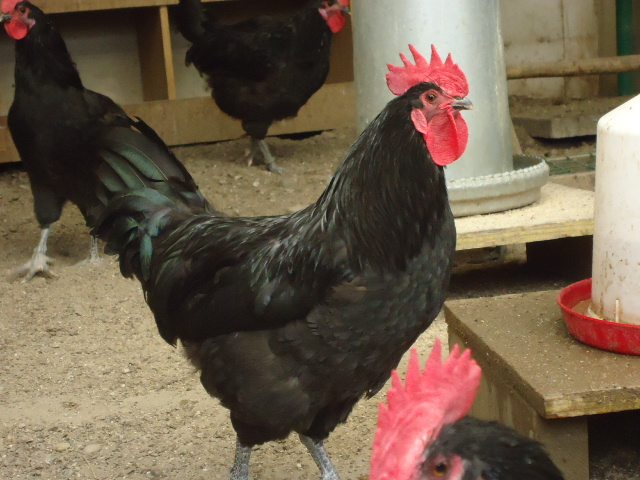
Jeune coq Géline de Touraine

La géline de Touraine est une race de poule domestique.

## Description
C'est une volaille de type fermier, rustique et vive, à la chair compacte, blanche, très délicate et fine. À rechercher le type ample et allongé et le squelette plutôt fin, pattes légèrement emplumées.

## Origine
Cette race est originaire de Touraine, issue de poules noires locales croisées avec des Croad Langshan. Disparue un temps, elle fut reconstituée par croisement de Croad Langshan et de bresse-gauloise noire.

## Standard
- Masse idéale : Coq : 3 à 3,5 kg ; Poule : 2,5 à  3 kg
- Crête : simple
- Oreillons : rouges sablés de blanc
- Couleur des yeux : noirs
- Couleur de la peau : blanche
- Couleur des Tarses : noirs
- Variétés de plumage : noir uniquement
- Œufs à couver : min. 55 g, coquille crème clair a foncé
- Diamètre des bagues : Coq :  20 mm ; Poule :  18 mm